# Stanley (serie animada)
Stanley es una serie de televisión estadounidense-australiano-canadiense basada en los libros creados por Jeff Brown, la serie "Stanley" es sobre un niño extremadamente imaginativo llamado Stanley (Voz por Jessica D. Stone). En efecto, él ama los animales. Convive con sus padres y su hermano Lionel, tiene 3 mascotas como Dennis (un pez dorado que habla, es su mejor amigo, y lo acompaña a un libro mágico llamado "El gran libro de Todo" en donde viajan a descubrir a los animales), Elsie (su gata) y Harry (su perro). La serie se estrenó en Disney Channel (en el bloque Playhouse Disney) el 15 de septiembre del 2001, y consta de 65 episodios — el episodio final fue emitido el 26 de noviembre del 2004 (fecha de emisión en los Estados Unidos)
Stanley fue adaptado por Jim Jinkins y David Campbell, y producida por Cartoon Pizza (anteriormente conocida como Jumbo Pictures, Inc.) para Disney Enterprises Inc.
En Latinoamérica, Stanley se estrenó por Disney Channel el 6 de mayo de 2002 y se emitió por el canal hasta 2008 y después por Playhouse Disney hasta aproximadamente 2010 en algunos feeds y aún se transmitió en Disney Junior en otros feeds — como Brasil — hasta aproximadamente 2012.

## Estructura del programa
- Stanley se encuentra con un problema.
- Lo consulta con su pez naranja parlante, Dennis.
- Stanley y Dennis entran al Gran Libro de Todo (a veces junto con Harry y/o Elsie).
- Averiguan de un animal que tiene un problema similar al de Stanley.
- Stanley junto con Dennis aprenden como el animal resuelve su problema.
- Viendo como el animal soluciona su problema, Stanley tiene una idea de como resuelve su problema basado en lo que aprendió del animal.
- Stanley y Dennis regresan a casa.
- Stanley resuelve su problema.

## Curiosidades
- En un especial de Halloween se revela que la abuela de Stanley es una bruja y que ella realizó "El gran libro de Todo".
- Stanley Griff tiene el mismo apellido que su creador Andrew Griff.

## Doblaje Latino (México)
- Stanley Griff - Abraham Vega
- Dennis - Sergio Gutiérrez Coto
- Harry - Rubén Trujillo
- Elsie - Rommy Mendoza
- Lionel Griff - Carlos Díaz Tufinio
- Joyce Griff - Rebeca Patiño
- Mark Griff - Ricardo Tejedo
- Lester Goldberg - Elsa Covian
- Mimi y Marci - Anaís Portillo

## Doblaje Castellano (España)
- Stanley Griff - Raúl Rojo
- Dennis - Carlos del Pino
- Harry - Pablo Sevilla
- Elsie - Yolanda Mateos
- Lionel Griff - Nacho Aldeguer
- Joyce Griff - Olga Cano
- Mark Griff - Juan Antonio Arroyo